# إشارة السكة الحديدية

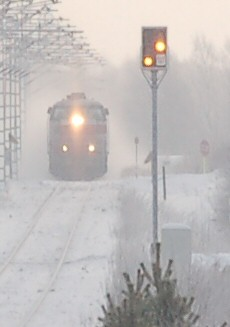
إشارة المرور للسكك الحديدية في فنلندا

الإشارات على السكك الحديدية هي مجموع الترتيبات القائمة على طول خط السكك الحديدية ومحطاتها في شكل رموز منمذجة وتأليفات وألوان مختلفة وهي مخصصة لإعطاء سائقي القُطُر إرشادات إلزامية لا يستغنى عنها لضمان سلامة المرور على هذه السكك.
وتشمل هذه الإرشادات إعطاء أوامر محددة حول التصرف السليم الذي يستوجبه الوضع الآني للقطار، وعلى مسافة كافية، وفي الوقت المناسب، ويعطى السائق هذه الأوامر على شكل دلالات مرئية وسمعية غير قابلة للتأويل سواء من مُصدِرها أو مُستقبلها كالإبلاغ عن الحد الأقصى للسرعة التي يجب احترامها وعن التوقف غير المقرر وعن متطلبات الجر الكهربائي وغيرها من دواعي سلامة النقل السككي.

## أنواع الإشارات
تكون الإشارات على السكك الحديدية إما ثابتة أو متنقلة.

### الإشارات الثابتة
الإشارات الثابتة هي إشارات ترتبط بجغرافية الخط وتعني أمراً واحداً، كالأوتاد الهكتومترية والكيلو مترية التي تحدد موقع القطار، وإشارات الميول التي تحدد ميل المنحدر أو المرتقى وطوله، والصافرات التي تنبه العابرين فوق الخط في المناطق الآهلة، والإشارات الدالة على الخطر التي لا تسمح بالسير بسرعات كبيرة. وكذلك إشارات تنظيم الحركة التي تعطي أكثر من أمر واحد بحسب طبيعة الخط وتجهيزاته وأماكن وجود القُطُر، ووضع التقاطعات والمحطات. وهي تحدد سرعة القطار أو تخفف سرعته أو توقفه.

### الإشارات المتنقلة
أما الإشارات المتنقلة فهي التي يمكن نقلها من مكان إلى آخر، ومنها الإشارات التي ترتبط بجغرافية الخط وتهدف إلى حماية منطقة أعمال الصيانة وأماكن وجود المركبات أو تتطلب تخفيض السرعة لأمور طارئة.ومنها إشارات تنظيم حركة القُطُر كالأعلام والفوانيس والمصابيح والمُلوِّحات والأقراص المتعددة الألوان والصافرات التي يُعطى السائقون الأوامر بوساطتها من المشرفين على الحركة.